# Mordechai Ben-Ari
Mordechai Ben-Ari (* 11. Dezember 1948) ist Professor am Weizmann-Institut für Wissenschaften in Rechovot (Israel).

## Leben
Er lehrt und erforscht überwiegend die Bereiche Nebenläufigkeit, Parallele Programmierung und Mathematische Logik. Er ist Autor des bedeutenden Lehrbuchs Principles of Concurrent and Distributed Programming. Darüber hinaus ist der Autor mehrerer weiterer Lehrbücher zu diesen Themen und der Programmiersprache Ada.
Im Jahr 2004 wurde er mit dem ACM SIGCSE Award for Outstanding Contributions to Computer Science Education ausgezeichnet.

## Publikationen
- Mordechai Ben-Ari: Mathematical Logic for Computer Science. 3. Auflage. Springer-Verlag London, 2012, ISBN 978-1-4471-4129-7, S. 346 (englisch).
- Mordechai Ben-Ari: Principles of Concurrent and Distributed Programming: Algorithms and Models (= Prentice-Hall International Series in Computer Science). 2. Auflage. Addison-Wesley, 2005, ISBN 978-0-321-31283-9, S. 361 (englisch).
- Mordechai Ben-Ari, Zohar Manna, Amir Pnueli: The temporal logic of branching time. In: Proceedings of the 8th ACM SIGPLAN-SIGACT symposium on Principles of programming languages (= POPL ’81). ACM, New York 1981, ISBN 0-89791-029-X, S. 164–176, doi:10.1145/567532.567551.
- Mordechai Ben-ari: Constructivism in Computer Science Education. In: Center for Research on Learning and Teaching, University of Michigan. Band 8, 1998, S. 38–44 (psu.edu [abgerufen am 2. Mai 2013]).
- Andres Moreno, Niko Myller, Erkki Sutinen, Mordechai Ben-Ari: Visualizing programs with Jeliot 3. In: Proceedings of the working conference on Advanced visual interfaces (= AVI ’04). ACM, New York 2004, ISBN 1-58113-867-9, S. 373–376, doi:10.1145/989863.989928.[1]